# Административно деление на Османската империя
Административното деление на Османската империя е организирано според държавното устройство на Османската империя, основаващо се на военното администриране, но и с участие на цивилното управление. Административното деление на империята не обхваща териториите на различните васални територии, влизащи в състава на империята.
През дългото си съществуване административната система на Османската империя преминава през два основни етапа. Първият се характеризира с първоначалната териториална организация, която се развива и усъвършенства с разрастването на османската държава, а вторият е резултат на продължителни административни реформи, завършили през 1864 година.

## Първоначална административна организация
Първоначалната система на териториална организация датира още от основаването на османски бейлик, когато той е част от владенията на селджуците (и по-точно удж – Uç Beyliği) в Централна Мала Азия.
Експанзията на османската държава е осъществявана на базата на вече съществуващата административно-териториална система на селджукските турци, при която наследствените владетели на тези земи носят титлата бей. Тези от бейовете (т.е. местните аристократи), които се подчинят на османските завоеватели, продължавали да управляват земите си, но под сюзеренната власт на султана. Постепенно с титлата бей започнали да се именуват и новите османски наместници, които султанът назначавал на мястото на онези, които не се подчинявали на османските завоеватели.
Първоначално Османската империя е разделена на самостоятелни санджаци и на санджаци, управлявани от синовете на султана. Санджаците са управлявани от санджакбейове – военни управители, които получават „байрак“ (знаме) или „санджак“ (щандарт) – от върховния главнокомандващ, султана.
Когато империята се разширява в Европа, идва необходимостта от формиране на нови административни единици от по-високо ниво, които да улеснят управлението на държавата. Така по времето на султан Мурат I (1359 – 1389) са създадени две бейлербейства/бейлербейлъци (beylerbeylik), начело на които има бейлербейове. Това са Румелия и Анадола. В началото административен център на Румелия (всички Балкански владения) е Пловдив, а впоследствие и София.
След създаването на бейлербействата санджаците стават административни единици от второ ниво, въпреки че някои от тях продължават да имат правомощия от първо ниво – например тези санджаци, които са образувани в новозавоюваните земи и които все още не са присъединени към нито едно от бейлербействата.
Обичайно територията и границите на санджаците съвпадат със заварените от османците – примерно от териториите на съществувалите Видинско царство и Търновско царство са образувани Видински санджак и Никополски санджак и т.н. До XVII век най-голямата османска административно-териториална единица е бейлербейството. През XVI век в европейските владения на империята възникват две нови бейлербейства – Буда и Босна, т.е. унгарско и сръбско. Впоследствие се създават нови или се прекрояват старите бейлербейства, в резултат на което техният брой често се мени. През 1598 г. се извършва административно-териториална реорганизация, като на основата на старите бейлербейства се създават нови административно-териториални единици, наречени еялети. През XVIII век еялетите в империята са 35, от които 5 в Европа. Еялетите са големи области, начело с назначен от султана негов наместник (бейлербей, респективно и валия). Наместникът си има помощник, съблюдаващ събирането на данъците, както и кадия ръководещ съдебната служба. Дефтердарят е фискалния чиновник. В еялетите функционира и местен Диван, като помощен и съвещателен орган към наместника на султана или падишаха.
Бейлербействата, респективно еялетите, се делят на по-малки административно-териториални единици, наречени санджаци. Броят на санджаците, а съответно и границите помежду им, често варира. В бейлербейство Румили към края на XV век има 26 санджака. Най-голям сред тях е Софийският паша санджак, в пределите на който влиза цяла Тракия с Пловдив и Одрин, вкл. и част от Македония със Солун и Скопие.
Сред най-важните санджаци в Румели са и Кюстендилския (чийто санджакбей имал най-високия ранг по флаг (т.е. знаме), след това на Румелийския бейлербей), Силистренския (сетне разширен и преобразуван в Силистренски еялет) и Никополския. Начело на всеки санджак е санджакбея, който осъществява местната административна власт и изпълнява функцията на войвода на войската, набирана от санджака му. Санджакбейовете са пряко подчинени военно и административно на бейлербея (респективно на валията) на османската провинция.
През XVI век при Сюлейман Велики (1520 – 1566) в Османската империя е извършена административна реорганизация, според която санджаците започват да се делят на каази. Начело на всяка кааза е каймакам. Във всяка кааза съдебната власт се осъществява от кадията като съдебно-религиозен представител на централната имперска и религиозна власт.
Османските каази от своя страна се делят на нахии, като отделните и най-малки териториално-селищни формирования имат и свои изборни князе и коджабашии, като органи на местното самоуправление. Князете и коджабашиите има спрямо органите на централната османска власт по места само посреднически функции.
Съдебно-административните дела по места се управляват от султански чиновници – субаша (полицейски пристав), наиб (съдебен чиновник), миллет векил (административен чиновник).
През XVIII век в Османската империя големите гранични санджаци, и в частност тези по военната граница започват да се наричат пашалъци, чийто управители са султански сановници с титлата „паша“. Това са Белградския пашалък, Босненския пашалък, Шкодренския пашалък, Янинския пашалък (последните два гранични с морските владения на Венецианската република).
В състава на Османската империя има и многобройни обширни територии, неподчинени пряко на османската администрация. Това са на север от Дунава – Трансилвания, Влахия и Молдова, които винаги са имали и се ползват с автономия и васален статут пред падишаха и Високата порта. Египет, както Тунис и Алжир в Магреба на варварския бряг, се управляват от османски губернатор, но при местен административен и социален правен ред. Васалните османски княжества и провинции задължително плащат ежегоден данък на падишаха, наречен харадж.
През втората половина на XVI век всички по-големи, значими или възлови османски градове и паланки приемат еничарски гарнизони. Тези гарнизони варирали от 300 до 1500 личен състав, в зависимост от необходимостта. Бейлербейовете нямали власт над еничарските гарнизони с техните аги. Еничарските гарнизони освен нападателни и защитни външни функции, предотвратявали сблъсъци между мюсюлмани и християни, ескортирали посланици при пътуванията им в рамките на империята, като и охранявали кервани и събираните пари за османската хазна. През XVII век властта в отдалечените и автономни османски провинции, като Алжир, Египет и Багдад преминала реално в ръцете на местните военачалници.

### Административни единици от първо ниво

#### Еялети 1299 – 1609
От средата на 14 век до края на 16 век е образуван само още едно бейлербейство – Караман.

#### Еялети, изчезнали преди 1609 г.
- Абхазия (Abhaz) (1578 – ?)
- Ахъска (Ahıska) (около 1603 – ?) (Ахалцихе)
- Дагестан (Dağıstan) (1578 – ?)
- Туманис (Tumanis) (около 1584 – ?) (Дманиси)
- Ганджа (Gence) (около 1588 – 1604)
- Гори (Gori) (около 1588 – ?)
- Янък (Yanık) (1594 – 1598), (Дьор)
- Кахети (Kaheti) (около 1578 – ?), кахетския цар става наследствен бей
- Лазистан (Lazistan) (около 1574 – ?)
- Лори (Lori) (около 1584 – ?)
- Молдова (Boğdan) (до 1595)
- Нахичеван (Nahçivan) (около 1603)
- Поти (San'a) (Faş) (1579 – ?)
- Сана (Şamahı) (1567 – 1569)
- Сигетвар (Sigetvar, Zigetvar) (около 1596), по-късно преименуван на Канижа
- Шемаха (Şamahı) (около 1583)
- Ширван (Şirvan) (1578 – 1604)
- Тебриз (Tebriz) (1585 – 1603)
- Тифлис (Tiflis) (1578 – 1586) (Тбилиси)
- Влашко (Eflak) (до 1595.)
- Ереван (Erivan) (1583 – 1604)
- Зебид (Zebid, Zebit) (1567 – 1569) (Забит)

#### Еялети от 1609 г.
Завоеванията на Селим I и Сюлейман I и продължилото разрастване на империята води до необходимостта от ново административно деление в началото на 17 век. Така Османската империя е административно преустроена и вече в края на 17 век бейлербействата наброяват 47, които от този период започват да се наричат еялети.
| еялет                       | османско/турско име                     | година на образуване | сегашно местоположение                                                   | забележки                                                                      |
| --------------------------- | --------------------------------------- | -------------------- | ------------------------------------------------------------------------ | ------------------------------------------------------------------------------ |
| Абисиния                    | Habeş                                   | около 1554 г.        | Саудитска Арабия, Судан, Еритрея                                         | включва области от двете страни на Червено море. Наричан е и „Мека и Медина“.  |
| Адана                       | آضنه Ażana (Adana)                      | около 1608 г.        | Турция                                                                   |                                                                                |
| Джезаир (Егейски архипелаг) | Cezayir                                 | около 1533 г.        | Гърция                                                                   |                                                                                |
| Халеп                       | حلب Ḥaleb (Halep)                       | около 1516 – 1521 г. | Сирия, Турция                                                            |                                                                                |
| Джезаир Карп                | جزاير غرب Cezâyîr-i Ġarb (Cezayir Garp) | 1519.                | Алжир                                                                    |                                                                                |
| Анадола                     | Anadolu                                 | около 1365 г.        | Турция                                                                   |                                                                                |
| Багдад                      | بغداد Baġdâd (Bağdat)                   | 1535 г.              | Ирак                                                                     |                                                                                |
| Басра                       | بصره Baṣra (Basra)                      | около 1552 г.        | Ирак, Кувейт                                                             |                                                                                |
| Босна                       | Bosna                                   | около 1520 г.        | Босна и Херцеговина, Хърватия, Сърбия, Черна гора                        |                                                                                |
| Будин                       | Budin                                   | 1541 г.              | Унгария, Хърватия, Сърбия                                                |                                                                                |
| Кипър                       | قبرص Ḳıbrıṣ (Kıbrıs)                    | 1571 г.              | Кипър, Турция                                                            | от около 1660 – 1703 и след 1784 е част от вилаета Джезаир (Егейски архипелаг) |
| Диарбекир                   | دياربكر Diyârbekir (Diyarbakır)         | 1515 г.              | Турция, Ирак                                                             |                                                                                |
| Егир                        | اكر Egir (Eğri)                         | 1596 г.              | Унгария, Словакия                                                        |                                                                                |
| Египет (Мисир)              | مصر Mıṣır (Mısır)                       | 1517 г.              | Египет, Израел, Йордания, Саудитска Арабия                               |                                                                                |
| Ерзурум                     | Erzurum                                 | около 1514 – 1534    | Турция                                                                   |                                                                                |
| Ал-Хаса                     | Lahsa                                   | около 1579 г.        | Саудитска Арабия                                                         |                                                                                |
| Кефе                        | Kefe                                    | около 1581 г.        | Украйна                                                                  |                                                                                |
| Канижа                      | Kanije                                  | 1600 г.              | Унгария, Хърватия                                                        |                                                                                |
| Караман                     | Karaman                                 | около 1470 г.        | Турция                                                                   |                                                                                |
| Карс                        | Kars                                    | 1579 г.              | Турция, Грузия                                                           |                                                                                |
| Мараш                       | Maraş, Dulkadır                         | около 1522 г.        | Турция                                                                   |                                                                                |
| Мосул                       | Musul                                   | към края на 1590 г.  | Ирак                                                                     |                                                                                |
| Рака                        | Rakka                                   | към края на 1590 г.  | Сирия, Турция, Ирак                                                      |                                                                                |
| Румелия                     | Rumeli                                  | около 1365 г.        | България, Гърция, Северна Македония, Албания, Сърбия, Черна гора, Турция | Заедно с Анадола са първите еялета                                             |
| Самше                       | Çıldır                                  | около 1579 г.        | Грузия, Турция                                                           |                                                                                |
| Шеризор                     | Şehrizor                                | около 1500 г.        | Ирак, Иран                                                               |                                                                                |
| Силистра                    | Silistre                                | около 1599 г.        | България, Румъния, Молдова, Украйна                                      |                                                                                |
| Шивас                       | Sivas                                   | в началото на 15 век | Турция                                                                   |                                                                                |
| Сирия                       | Şam                                     | 1516 – 1517.         | Сирия, Ливан, Израел, Палестина, Йордания, част от Турция и Ирак         |                                                                                |
| Темишвар                    | Tımışvar                                | 1552 г.              | Румъния, Сърбия, Унгария                                                 |                                                                                |
| Трабзон                     | Trabzon                                 | в края на 15 век     | Турция, Грузия                                                           | познат и като Требизонд                                                        |
| Триполи                     | Trablus-ı Şam (Trablusşam)              | около 1570 г.        | Ливан, Сирия                                                             |                                                                                |
| Триполитания                | Trablus-ı Garb (Trablusgarp)            | 1551 г.              | Либия                                                                    |                                                                                |
| Тунис                       | Tunus                                   | 1574 г.              | Тунис                                                                    |                                                                                |
| Ван                         | Van                                     | 1548 г.              | Турция                                                                   |                                                                                |
| Йемен                       | Yemen                                   | 1517 – 1518, 1539.   | Йемен, Саудитска Арабия                                                  |                                                                                |

#### Еялети, образувани в периода 1609 – 1683 г.
- Крит (Girid, Girit) (1669/1670 – )
- Мора (Mora) (1620 – 1687) и (1715 – 1829) (Морея)
- Подолие (Podolya) (само в периода 1674 – 1699)
- Сидон (Sayda) (1660 – )
- Уйварски еялет (Uyvar) (1663 – 1685) (Нове Замки)
- Варад (Varad) (1661 – 1692) (Орадя)

### Вилаети (1864 – 1922)
Вилаетите са въведени к нарочен закон (на турски: Teskil-i Vilayet Nizamnamesi) през 1864 като част от административните реформи, засегнал цялата империя.
За разлика от системата с еялетите законът от 1864 г. установява йерархия на административните единици: вилает, санджак, кааза и градски съвет, към които закон от 1871 добавя нахия. Законът от 1864 определя и задълженията на губернатора (валия) на вилаета и на неговия съвет. Същевременно на валиите се оставя достатъчно свобода да вземат самостоятелни решения, както и да носят отговорност с оглед постигането на по-ефикасно управление.
Новата система не може да бъде въведена едновременно навсякъде поради недостиг на средства и на опит с боравене с новия закон. Затова като пилотен проект е използван новият Дунавски вилает, съставен от предишните еялети Силистра, Видин и Ниш. Осообени успехи с утвърждаването на новия закон постигат Мидхат паша и Джевдет паша, съответно начело на Дунавския вилает и вилает Алепо.
Към 1865 г. четирите вилаета Дунав, Алепо, Ерзурум и Босна са напълно организирани и действащи. Следващата година са готови и вилает Сирия, вилает Триполитания и Одринският вилает. Към 1867 г. са организирани вече 13 вилаета, включително вилает Бурса, вилает Айдън (Измир), вилает Трабзон, Солунски вилает, вилает Призрен и вилает Шкодра, а автономният остров Крит е организиран като вилает от Мехмед Емин Али паша от 1871. Към края на 1876 г. новата провинциална система е действаща из цялата империя с изключение на Арабския полустров и автономните провинции като Египет.
Махмуд Недим паша намалява някои от по-големите провинции, например изваждайки София от Дунавския вилает, Шебинкарахисар от Трабзонския и Кахраманмараш от Адана и правейки ги самостоятелни провинции, същевременно разделяйки Херцеговина от Босна и съединявайки я с Нови пазар в нова провинция.

### Административни единици от второ ниво
Провинциите (еялети, по-късно вилаети) се делят на санджаци, управлявани от санджакбейове (наричани също мутешарифи), а санджаците – на тимари, кадилъци (?) (район на съдията или кадията) и зиамети.